# Aquatika – Karlovacs sötvattensakvarium
Aquatika – Karlovacs sötvattensakvarium (kroatiska: Aquatika – slatkovodni akvarij Karlovac) är ett sötvattensakvarium i Karlovac i Kroatien. Det invigdes år 2016 och var då landets första sötvattensakvarium av denna storlek. Med en byggnadsyta på 2 781 kvadratmeter är Aquatika Kroatiens största sötvattensakvarium och en av Karlovacs turistattraktioner. Sötvattensakvariet är beläget på gatuadressen Ulica Branka Čavlovića Čavleka 1 A vid floden Korana och Branko Čavlović-Čavlek-stadion. 

## Historia
Den offentliga institutionen Aquatika – Karlovacs sötvattensakvarium grundades som en del av EU-projektet "Slatkovodni akvarij i muzej rijeka Kaquarium" (Sötvattensakvariet och flodmuseet Kaquarium) och samfinansierades av Karlovacs stad och Europeiska regionala utvecklingsfonden. Arbetena med att uppföra Aquatika inleddes år 2015 och den 22 oktober 2016 invigdes akvariekomplexet som uppförts enligt ritningar av den Zagreb-baserade arkitektbyrån 3LHD.

## Beskrivning
Aquatika riktar sig till alla människor – barn och ungdom, forskare, akvarieentusiaster och naturälskare. Akvariet arbetar aktivt med att öka medvetenheten om den exceptionella biologiska mångfalden i sötvattensekosystemen med fokus på de lokala sötvattnen. Akvariekomplexet är utformat så att det visar en karstflods förlopp och dess olika livsmiljöer. I akvariet presenteras Kroatiens sötvattenfiskfauna och växtlivet i sötvattnen. Av Kroatiens 150 sötvattenfiskarter (varav 52  endemiska) representeras 80 fiskarter (varav 30 endemiska) i akvariet. Genom de permanenta fotoutställningarna "De kroatiska flodernas endemiska arter", "Underjordens värld" och "Kroatiens floder" beskrivs Kroatiens biologiska mångfald pedagogiskt.